# 河口の稚児舞
河口の稚児舞（かわぐちのちごまい）は、山梨県南都留郡富士河口湖町河口の河口湖北岸に鎮座する河口浅間神社に伝承されている民俗芸能の稚児舞。同神社の4月25日の例大祭と、7月28日の太々御神楽祭において拝殿で奉納され、地元では「オダイダイ」とも呼ばれるが、巫女舞による太々神楽が原型であると考えられている。貴重な民俗芸能として昭和35年（1960年）11月7日に山梨県の無形民俗文化財に指定されたのち、平成29年（2017年）3月3日に国の重要無形民俗文化財に指定された。なお河口のほか、富士河口湖町大石にも大正年間（20世紀前葉）に伝わったという稚児舞いがある。
「オイチイサン」と呼ばれる稚児による舞で、稚児には7、8歳から12歳までの少女が10人程選ばれ、装束は白の小袖の上に緋の千早と指貫袴を着して刺繍を施した陣羽織を重ね、緋の襷を掛けて顔には化粧を施し、頭に瓔珞（ようらく）を被り、鈴等の採物を採って舞う。オイチイサンは古くは神職か御師の子で両親健在の者に限られていたが、現在では両親健在の条件は守られつつも広く氏子の子女から選ばれている。またかつては稚児に選ばれると厳しい禁忌が課されたが、現在でも4月の例大祭に奉納する際には生ものを口にする事を禁じ、毎朝火打石による切り火で身を清める等の仕来りに従うことが義務付けられている。囃子は「下方（したかた）」と呼ばれ、鳴物（楽器）は大太鼓、鞨鼓（「バチ」と呼ぶ）各1人、笛3人からなり、囃子手は成年男子が勤める。
奉納に際して稚児は拝殿内右側（向かって左側）に1列に座し、そこから摺り足で拝殿中央に進んで舞う。舞いは5番立て。全ての舞いで右手に鈴を採るが、左手の採物は各舞で異なる。
1. 御幣（ごへい）の舞 - 2人または3人舞。御幣を採物にする。
2. 扇の舞 - 2人または3人舞。採物は扇。
3. 剣（つるぎ）の舞 - 1人舞。採物は剣。
4. 八方の舞 - 2人舞。採物は御幣。最も複雑な動きを見せ、八方向を清める舞[4]。
5. 宮めぐりの舞 - 8人舞。採物は扇。拝殿から本殿前にかけてを3廻りし、本殿前の浜床に並んで舞い納める。

7月の太々御神楽祭では5番全てが奉納されるが、4月の例祭では御幣の舞、扇の舞、剣の舞の3番が奉納される。また、道者による富士登山が盛行した近世には、登山前の道者の依頼で奉納される事もあったという。